# Kiik-Koba
Kiik-Koba (ukr. Киїк-Коба, ros. Киик-Коба) – jaskiniowe stanowisko archeologiczne okresu środkowego paleolitu, znajdujące się w paśmie Gór Krymskich na Krymie, w dolinie rzeki Zuja, ok. 25 kilometrów na wschód od Symferopola.
Jaskinia ma długość 9 metrów. Jej badania przeprowadził w latach 1924–1926 Gleb Boncz-Osmołowski, było to pierwsze stanowisko zawierające szczątki praczłowieka odkryte na terenie dzisiejszej Ukrainy. Wyodrębniono dwie warstwy, z których dolna datowana jest na ostatni interglacjał, natomiast górna reprezentuje lokalny wariant tradycji mikockiej. W obydwu odkryte zostały narzędzia kamienne oraz kości zwierzęce (m.in. jelenia, antylopy, osła, niedźwiedzia włochatego). U wejścia do jaskini zachowały się resztki kamiennego murku z okresu mustierskiego, chroniącego wnętrze groty przed wiatrem z zewnątrz. W warstwie dolnej został znaleziony szczątkowo zachowany pochówek neandertalski: fragmenty kończyn górnych i stopy dorosłego mężczyzny oraz fragment czaszki dziecka.